# هنري بليك فاولر
هنري بليك فاولر (بالإنجليزية: Henry Blake Fuller)‏‏ (9 يناير 1857 في شيكاغو - 29 يونيو 1929 في شيكاغو) روائي من الولايات المتحدة.

## روابط خارجية
- هنري بليك فاولر على موقع الموسوعة البريطانية (الإنجليزية)